# Abstract (album)
Abstract là một album của nghệ sĩ chơi kèn saxon Joe Harriott, được thu âm tại vương quốc Anh vào tháng 11 năm 1961 và tháng 5 năm 1962, phát hành bởi Columbia (UK) tháng 2 năm 1963. Tại Hoa Kỳ, album được phát hành bởi Capitol Records.

## Đón nhận
| Đánh giá chuyên môn                  | Đánh giá chuyên môn |
| Nguồn đánh giá                       | Nguồn đánh giá      |
| Nguồn                                | Đánh giá            |
| ------------------------------------ | ------------------- |
| Down Beat                            | [ 3 ]               |
| Allmusic                             | [ 4 ]               |
| The Penguin Guide to Jazz Recordings | [ 5 ]               |

Abstract là album đầu tiên bởi một ban nhạc jazz Anh Quốc được trao tặng 5 ngôi sao trong bài tường thuật review Down Beat.
Allmusic được trao giải album 4 ngôi sao và trong bài tường thuật review của nó bởi Thơm Jurek, ông ghi nhận rằng, "Abstract thật tuyệt vời; nó thể hiện rằng người Anh đang tiếp nhận phong cách jazz mới của đầu thập niên 1960 và đặt nó làm tâm điểm bởi họ có những tay chơi như Joe Harriott. Đây là một nhạc sĩ xứng đáng được đón tiếp rộng rãi. Hãy hy vọng rằng anh ấy nhận được nó."

## Danh sách ca khúc
All compositions bởi Joe Harriott, ngoại trừ "Subject", bởi Joe Harriott và John Mayer; "Oleo," bởi Sonny Rollins.
1. "Subject" - 5:58
2. "Shadows" - 5:44
3. "Oleo" - 7:06
4. "Modal" - 4:44
5. "Tonal" - 5:08
6. "Pictures" - 5:06
7. "Idioms" - 6:26
8. "Compound" - 5:04

- Thu âm tại London, vương quốc Anh vào ngày 22 tháng 11 năm 1961 (ca khúc 5-8) và ngày 10 tháng 5 năm 1962 (ca khúc 1-4)

## Thành viên ban nhạc
- Joe Harriott - kèn alto saxophone
- Shake Keane - kèn trumpet
- Pat Smythe - dương cầm
- Coleridge Goode - bass
- Bobby Orr (ca khúc 1-4), Phil Seamen (ca khúc 5-8) - drums
- Frank Holder - bongos (ca khúc 5 & 8)[3]